# Infanticide en droit canadien
En droit pénal canadien, l'infanticide n'est pas un meurtre et il ne peut être commis que par la mère d'un nouveau-né sur un nouveau-né.

## Définition
L'article 233 du Code criminel définit le crime d'infanticide comme étant autre chose qu'un meurtre, il survient lorsque la mère d'un enfant « par un acte ou une omission volontaire, elle cause la mort de son enfant nouveau-né, si au moment de l’acte ou de l’omission elle n’est pas complètement remise d’avoir donné naissance à l’enfant et si, de ce fait ou par suite de la lactation consécutive à la naissance de l’enfant, son esprit est alors déséquilibré ». L'article 222 C.cr. le classifie dans la catégorie des homicides coupables au même titre que les meurtres et les homicides involontaires coupables.

## Contexte d'adoption de l'infraction
Cette disposition remonte au milieu du XXe siècle, à l'époque où une condamnation pour meurtre entraînait systématiquement la peine de mort. Or, les jurés de cette époque ne voulaient plus condamner des jeunes femmes accusées d'infanticide pour meurtre comme cela se faisait traditionnellement et ils exerçaient fréquemment leur pouvoir discrétionnaire de prononcer un acquittement, malgré le fait indéniable que les femmes accusées avaient réellement commis l'infraction. Le souci du législateur de l'époque était de maintenir la pénalisation de l'infanticide, tout en évitant aux jurés d'avoir à se prononcer sur l'infraction de meurtre et la peine de mort associée.

## Choix de poursuivre en vertu du chef d'accusation alternatif d'homicide involontaire coupable
En pratique cependant, on observe depuis quelque temps une tendance chez les procureurs de la poursuite d'accuser les mères qui tuent des nouveau-nés d'homicide involontaire coupable (HIC) plutôt que d'infanticide, notamment car l'HIC entraîne souvent une peine bien plus sévère que l'infanticide et parce que les procureurs de la poursuite ne sont pas strictement obligés de choisir chaque fois le même chef d'accusation.
Le choix de poursuivre en vertu de l'HIC peut aussi être motivé par le fait que la disposition sur l'infanticide exige que la mère souffre d'une perturbation psychologique importante au moment des faits; or, si le travail des policiers (et des médecins, le cas échéant) ne révèle aucune perturbation psychologique importante chez la mère, l'HIC est une autre infraction qui peut être utilisée par la poursuite. La notion d'esprit déséquilibré de cette disposition doit être distinguée des troubles mentaux de l'art. 16 du Code criminel.
Dans un rapport qu'elle avait rédigé dans les années 1990, la juge Beverley McLachlin souligne qu'historiquement, plusieurs mères tuent des nouveau-nés en raison de considérations financières ou par honte de leur nouveau statut-socio-économique et non pas parce que leur esprit est déséquilibré. Elle critique la disposition du Code criminel sur l'infanticide car celle-ci suppose à tort selon elle que la perturbation de l'esprit de la mère est la cause nettement majoritaire des infanticides.

## Exclusions de la définition d'infanticide

### Meurtres par des personnes qui ne sont pas la mère
L'infraction d'infanticide ne s'applique évidemment pas aux personnes qui ne sont pas la mère du nouveau-né; par ex. si le conjoint de la mère tue le bébé, il s'agit d'un meurtre. Tuer un enfant est défini comme un homicide à l'article 223 (2) du Code criminel (Canada).

### Meurtres par la mère d'enfants qui ne sont pas des nouveau-nés
L'infraction d'infanticide ne s'applique pas non plus aux mères qui tuent des enfants qui ne sont pas des nouveau-nés, par ex. dans l'affaire Cathie Gauthier, la mère a été reconnue coupable de trois meurtres sur des enfants âgés de 12 ans, 7 ans et 4 ans,.

### Autorisation de l'euthanasie passive de l'enfant par le parent dans certaines circonstances
La Loi concernant les soins de fin de vie du Québec envisage le refus de soins par consentement substitué dans des circonstances rares où le mineur est déjà en fin de vie, par exemple un bébé dont les médecins ne donnent aucune chance de survie s’il est débranché et pour lequel les parents peuvent consentir à l'arrêt de soins. L'article 5 de cette loi prévoit que « dans la mesure prévue par le Code civil, le mineur de 14 ans et plus et, pour le mineur ou le majeur inapte, la personne qui peut consentir aux soins pour lui peuvent également prendre une telle décision ». Cette disposition n'inclut pas des circonstances de refus injustifié de fournir les choses nécessaires à l'existence de l'enfant (art,. 215 (2) C.cr.). La loi québécoise n'autorise pas non plus l'euthanasie active ou aide médicale à mourir de l'enfant (art. 26 LSFV).

### Inexistence du crime de fœticide
Quant au fœticide, il ne s'agit pas d'un crime car les fœtus ne sont pas reconnus comme des êtres humains par la loi (arrêt Dobson (Tuteur à l’instance de) c. Dobson de la Cour suprême). Dans l'hypothèse où un homme qui n'est pas un médecin empoisonne une femme sans son consentement pour induire une fausse couche, et qu'il y a mortinatalité (expulsion d'un fœtus mort), il commet l'infraction d'administrer une substance délétère  à l'égard de la femme, mais ce n'est pas un crime à l'égard du fœtus, qui n'est pas un être humain au sens de la loi. Pour devenir un être humain au sens du Code criminel, il faut complètement sortir du ventre de sa mère.

#### Exceptions à l'inexistence du fœticide, mais sous des infractions autres que l'infanticide

##### Acte de violence sur un fœtus qui meurt après être sorti du ventre de sa mère
Par contre, si comme dans l'arrêt R. c. Ghazi, un conjoint commet un acte de violence dans le but de tuer un fœtus mais que le bébé sort vivant du ventre de sa mère et meurt par la suite, alors il s'agit d'un meurtre et non pas un fœticide.

##### Tuer un fœtus au moment de l'accouchement
Pendant un accouchement, un fœtus dont le cordon ombilical n'est pas encore coupé n'est pas considéré comme un être humain par le Code criminel. Tuer un fœtus dans de telles circonstances d'accouchement n'est ni un meurtre, ni un infanticide, mais cela entre dans le cadre d'une infraction séparée appelée le « fait de tuer, au cours de la mise au monde, un enfant non encore né » à l'article 238 C.cr. Cette infraction distincte de tuer un enfant pendant la mise au monde entraîne toutefois une peine d'emprisonnement à perpétuité, comme s'il s'agissait d'un meurtre.